# Pierrot
El Pierrot es un personaje de la Comédie Italienne, a partir de Pierotto o Pedrolino, máscara secundaria de la comedia del arte italiana del siglo XVI, cuya personalidad se atribuye al cómico Giuseppe Giratoni en el siglo XVII. Pasó a Francia a finales de esa misma centuria, donde el mimo Jean-Gaspard Deburau le dio el carácter y apariencia que le harían universal.
En el umbral del siglo XXI, la iconografía que se conserva de Pierrot son las del mimo silencioso definido por Deburau en Les funambules; el mismo de Les folies nouvelles, del mimo Paul Legrand, y de La historia de un Pierrot (1890), de Mario Costa y Fernand Beissier.

## Evolución y transformación
En su origen italiano, Pierotto, uno de los zanni secundarios, era, al igual que Trivellino, un habilidoso bailarín y, como tal, fue interpretado por Giovanni Pellesini, actor de la compañía Gelosi. Casi un siglo después, hacia 1660-1665, el cómico Giratoni le dio relevancia en sus argumentos añadiéndole características de músico y recitador, y presentándolo en sus giras por Francia con estos atributos.
Otras fuentes dan como primer gran Pierrot al actor italiano Fabio Antonio Sticotti, que lo adaptó al gusto francés junto con su hijo, Antonio-Jean Sticotti, que lo llevó luego a Alemania.
La transformación definitiva fue obra de Jean-Gaspard Deburau, que representó al Pierrot taciturno con éxito durante varias temporadas en el Theâtre des Funambules de París. La propia vida de Deburau inspiró el personaje de Baptiste, que más tarde fue interpretado por Jean-Louis Barrault en la película Les Enfants du paradis (1945) de Marcel Carné.
Debureau estableció las características que, en adelante, definirían la iconografía del Pierrot, también llamado «payaso Blanco», «Carablanca», «Enharinado» y «Listo». Suele ir maquillado de blanco y con un disfraz claro y brillante a juego con una gran gorguera. La antigua máscara italiana perdió las características de astucia e ironía propias de los zanni de la comedia del arte, convertido por Deburau en una víctima melancólica del amor no correspondido, precedente a su vez del payaso triste, enamorado de la luna, con el que finalmente se le identifica.

## Iconografía
El éxito de este personaje entre artistas e intelectuales del siglo XX lo subrayan obras como el Pierrot Lunaire de Arnold Schoenberg (pieza musical sobre veintiún poemas de Albert Giraud). También en el siglo XIX por Robert Schumann es la segunda pieza de su célebre «Carnaval» Op. 9. Las múltiples representaciones plásticas de pintores y escultores de los siglos XIX y XX, o en el mundo del cine, la película de Jean-Luc Godard Pierrot el loco.

## En la cultura popular
El término pierrot se utiliza por Jaime Roos en la canción «Un brindis por Pierrot» del álbum de mismo nombre, haciendo referencia a los artistas homónimos que participan en el carnaval del Uruguay.

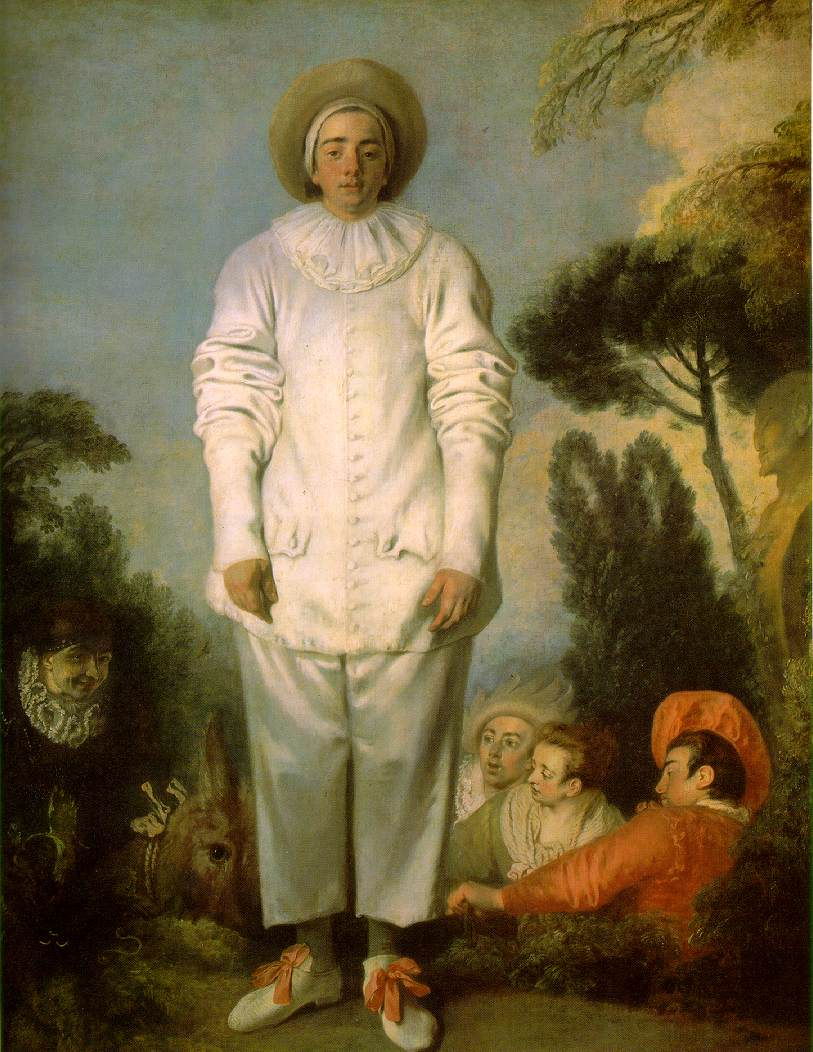
Pierrot (Gilles), pintado por Antoine Watteau en 1718 - 1719. Museo del Louvre, París.

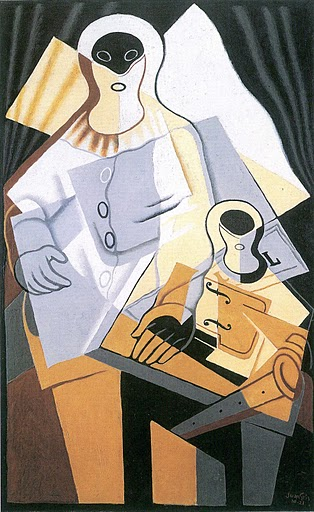
Pierrot cubista de Juan Gris, pintado en 1921.
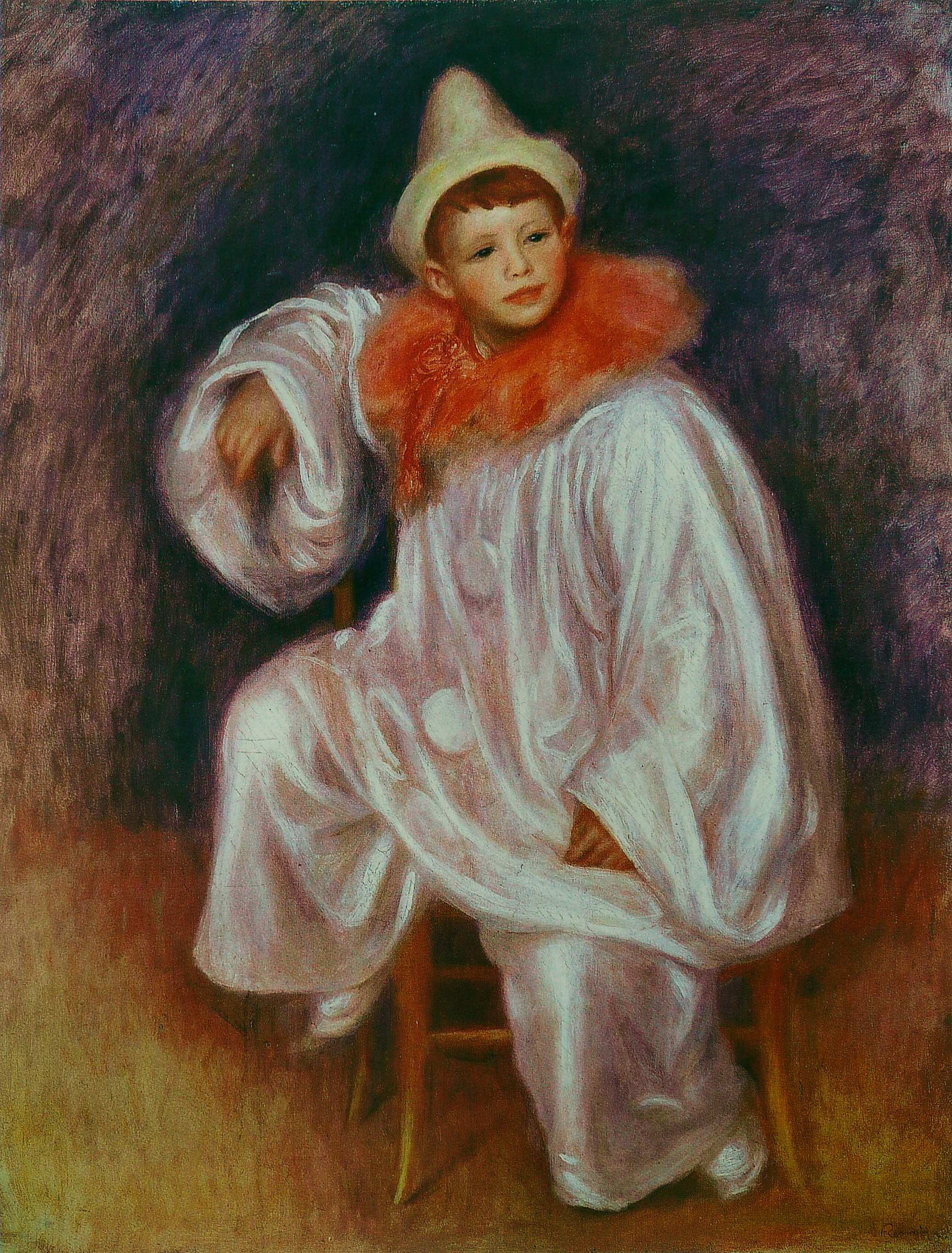
El pintor Pierre-Auguste Renoir usó como modelo a su hijo Jean para este Pierrot blanc de 1901.
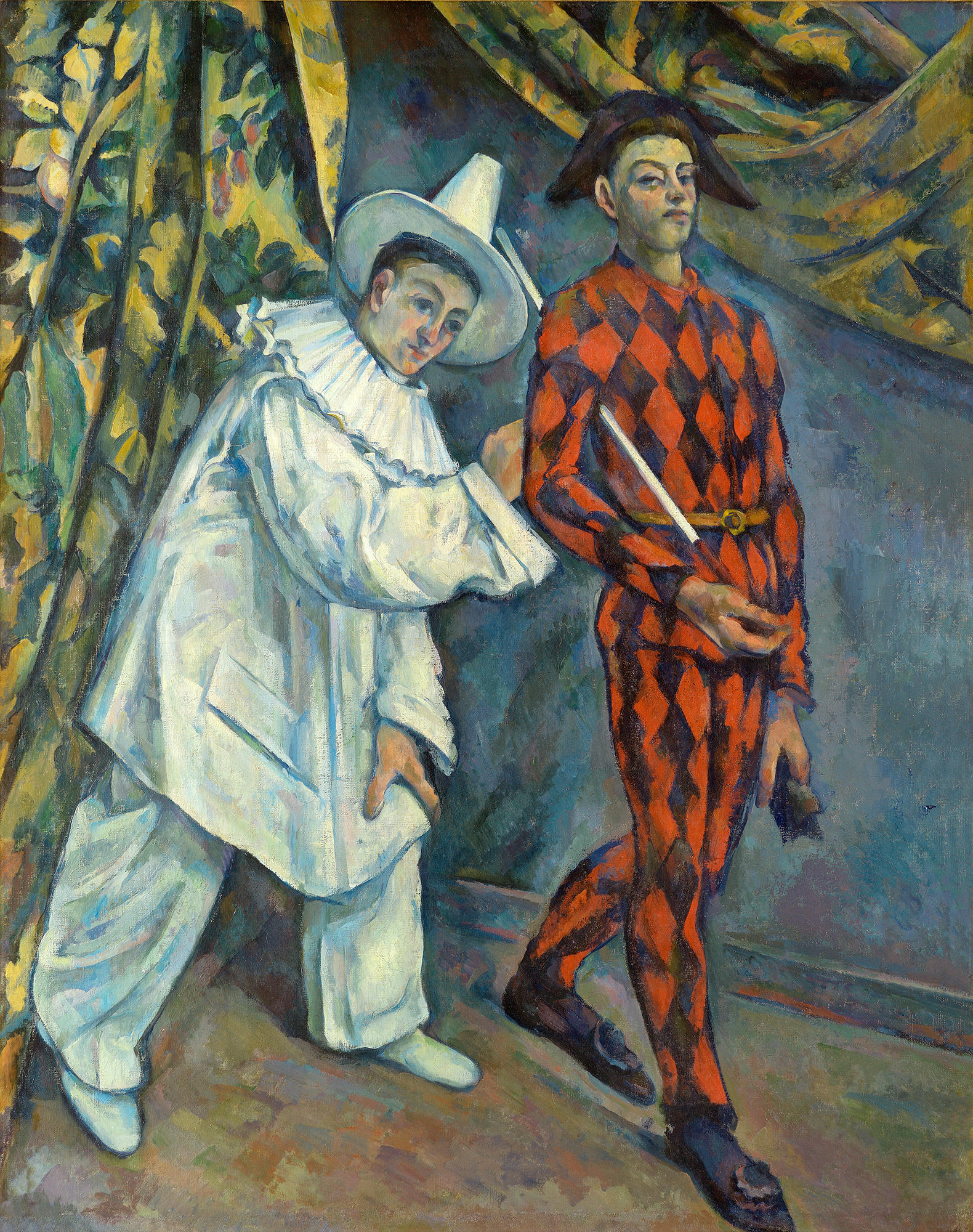
Pierrot et Arlequin pintados por Paul Cézanne en 1888.